# ビル・ビクスビー
ビル・ビクスビー（Bill Bixby,  1934年1月22日 - 1993年11月21日）は、アメリカ合衆国の俳優、映画監督である。

## 来歴
1934年、カリフォルニア州・サンフランシスコに生まれる。家系は4代続くイギリスの家系だった。1952年に高校を卒業後、シティ・カレッジ・オブ・サンフランシスコへ進学して演劇を専攻。後にカリフォルニア大学バークレー校へ編入し、ハリウッドへ移り住んだ。様々な職を経て、モデルなどとしてコマーシャルなどでキャリアをスタートさせる。
1961年にテレビドラマシリーズ『ヘネシー』でプロデビュー。翌年1962年には、カーク・ダグラス主演の『脱獄』で映画デビューも果たした。1963年からSFをモチーフにしたシットコム『ブラボー火星人』のメインキャストとして出演。コミカルな演技でたちまち人気を博した。その後も順調にキャリアを構築し、1969年から放映されたシットコム『エディの素敵なパパ』への出演でも知られている。
1970年代に入ってもコンスタントに出演作を増やし、1977年から放映されたSFドラマ『超人ハルク』では、緑色のハルクに変身する前のデヴィッド・バナーを好演。ちなみに変身後のハルク役はルー・フェリグノが演じた。同作は幅広い層に人気を博し、80年代後半あたりに制作された長編バージョンの『超人ハルク '90』と『超人ハルク/ 最後の闘い』では出演のみならず監督も務めた。

### 私生活
これまで3度の結婚歴があり、最初の結婚相手で女優のブレンダ・ベネットとの間に子供が一人いる。

### 死去
1993年、カリフォルニア州・ロサンゼルスのセンチュリー・シティで前立腺癌のため死去。59歳だった。

## 出演作品

### 映画
- 脱獄 Lonely Are the Brave (1962)
- あなただけ今晩は Irma la Douce (1963)
- ヤムヤム・ガール Under the Yum Yum Tree (1963)
- 烙印の狼 Ride Beyond Vengeance (1966)
- Doctor, You've Got to Be Kidding! (1967)
- ブルー・マイアミ Clambake (1967)
- スピードウェイ Speedway (1968)
- チビッ子ギャング台風（タイフーン） The Apple Dumpling Gang (1975)
- The Invasion of Johnson County (1976)
- マイ・ベビー Black Market Baby (1977) ※テレビ映画
- エアポート'85 International Airport (1985) ※テレビ映画
- Sin of Innocence (1986)
- 新・超人ハルク/ 勇者伝説 The Incredible Hulk Returns (1988) ※テレビ映画
- 超人ハルク '90 The Trial of the Incredible Hulk (1989)
- 超人ハルク/ 最後の闘い The Death of the Incredible Hulk (1990)
- An American Story (1990)
- Diagnosis Murder (1992)

### テレビドラマ
- ヘネシー Hennesey (1961)
- ベン・ケーシー Ben Casey (1961)
- チェックメイト Checkmate (1961)
- Make Room for Daddy (1961, 1963)
- ドクター・キルデア Dr. Kildare (1962, 1963)
- ミステリー・ゾーン Twilight Zone (1963)
- イレブンス・アワー The Eleventh Hour (1963)
- ブラボー火星人 My Favorite Martian (1963 - 1966)
- アイアン・ホース Iron Horse (1967)
- スパイのライセンス It Takes a Thief (1968)
- ミセスと幽霊 The Ghost & Mrs. Muir (1968)
- 鬼警部アイアンサイド Ironside (1968, 1970, 1974)
- 恋愛専科 Love, American Style (1969 - 1972)
- エディの素敵なパパ The Courtship of Eddie's Father (1969 - 1972)
- 四次元への招待 Night Gallery (1972)
- ザ・マジシャン（英語版） The Magician (1973 - 1974)
- サンフランシスコ捜査線 The Streets of San Francisco (1974, 1976)
- バーバリー・コースト Barbary Coast (1975)
- ファンタジー・アイランド Fantasy Island (1977)
- ロアルド・ダール劇場/予期せぬ出来事 Tales of the Unexpected (1977)
- ラブ・ボート The Love Boat (1977)
- 超人ハルク Incredible Hulk (1977 - 1982)
- Goodnight, Beantown (1983, 1984)
- J.J. Starbuck (1987)
- 俺がハマーだ! Sledge Hammer! (1987)
- ブロッサム Blossom (1993)